# 阿德萊德一世 (勃艮第)
勃艮第的阿德萊德（法語：Adélaïde de Bourgogne，約1218年—1279年3月8日），勃艮第女伯爵，1248年至1279年在位。

## 家庭
1239年左右，阿德萊德與沙隆的于格結婚，兩人共有2子2女：
1. 奧東四世（—1303年）
2. 雷諾（英语：Reginald of Burgundy）（—1321年）
3. 伊莉莎白（—1275年）
4. 蓋亞（—1316年）